# Fläckvingad kardinal
Fläckvingad kardinal (Piranga bidentata) är en centralamerikansk fågel i familjen kardinaler inom ordningen tättingar.

## Utseende och läte
Fläckvingad tangara är en 18–19 cm lång fågel med för släktet karakteristisk fjäderdräkt och kraftig näbb. Likt brandkardinalen har den mörk ovansida med två ljusa vingband, men även tydliga vita fläckar på tertialerna och är längsstreckad från hjässa till övergump. Den är orange på huvud och undersida hos hanen, gul hos honan, med mörkare bakkant på örontäckarna. I flykten syns vita stjärthörn, vilket västlig tangara saknar. Lätena liknar västlig tangara, liksom sången som dock är långsammare och grövre.

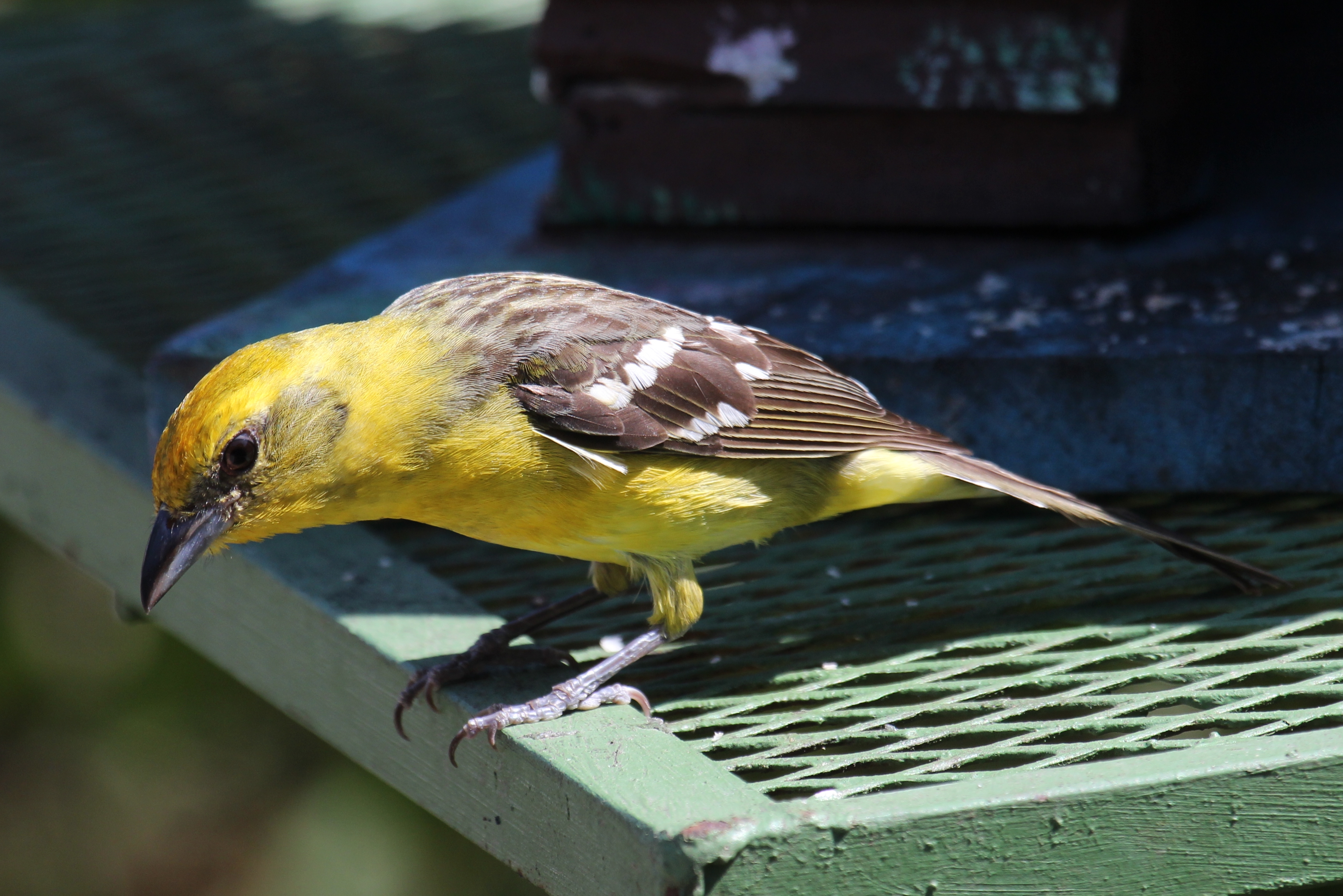
Hona.

## Utbredning och systematik
Fläckvingad kardinal delas in i fyra underarter med följande utbredning:
- Piranga bidentata bidentata – förekommer i västra Mexiko (Sonora och Chihuahua i Guerrero och Morelos)
- Piranga bidentata flammea – förekommer på Tres Marias-öarna (utanför västra Mexiko)
- Piranga bidentata sanguinolenta – förekommer från östra Mexiko (Nuevo León och Tamaulipas) till El Salvador
- Piranga bidentata citrea – förekommer i högländerna i Costa Rica och västra Panama

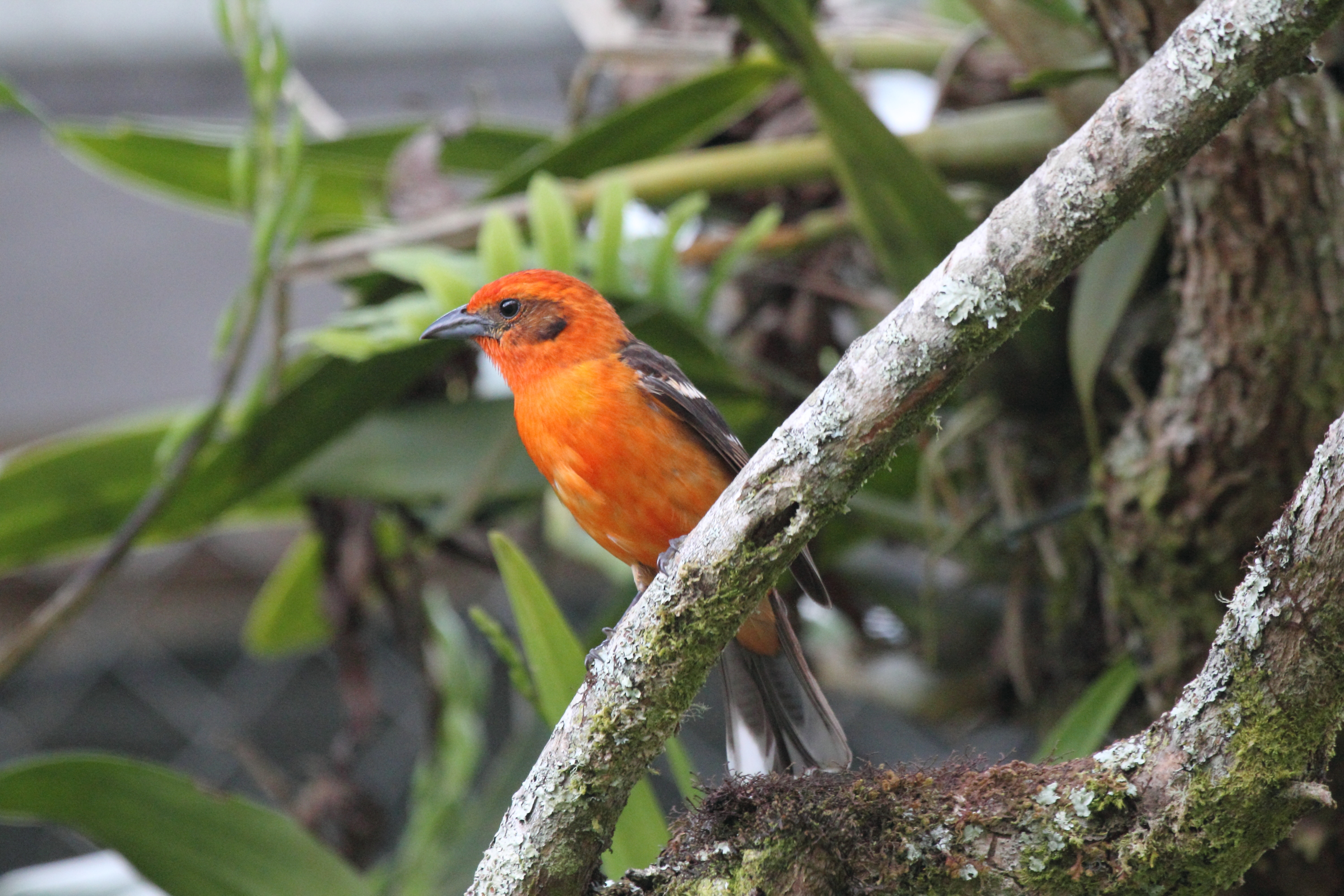
Hane fotograferad i Costa Rica.

Arten är en mycket tillfällig gäst i sydligaste USA, i Arizona och västra Texas, där den även har häckat.

### Familjetillhörighet
Släktet Piranga placerades tidigare i familjen tangaror (Thraupidae). DNA-studier har dock visat att de egentligen är tunnäbbade kardinaler, nära släkt med typarten för familjen röd kardinal.

## Levnadssätt
Fågeln hittas i trädtoppar i fuktiga bergsskogar samt i spridda träd i närliggande betesmarker. Födan består av små leddjur, men även olika sorters bär från bland annat medinillaväxter, ljungväxter, Ficus och Satyria. Häckning har konstaterats i april och maj i Costa Rica och i maj i Panama.

## Status och hot
Arten har ett stort utbredningsområde och en stor population, men tros minska i antal, dock inte tillräckligt kraftigt för att den ska betraktas som hotad. Internationella naturvårdsunionen IUCN listar därför arten som livskraftig (LC). Beståndet uppskattas till i storleksordningen 50 000 till en halv miljon vuxna individer.